# رون لارسون
رون لارسون (Rune Larsson)، حكم كرة قدم سويدي دولي سابق. و قد حكم في كأس الخليج 1988، وقد أدار مباراة منتخب الإمارات لكرة القدم ومنتخب الكويت لكرة القدم في 5 مارس 1988، وقد أدار مباراة منتخب السعودية لكرة القدم ومنتخب البحرين لكرة القدم في 9 مارس 1988.